# Hindhår
Hindhår (finska: Hinthaara) är en tätort i Borgå stad (kommun) i landskapet Nyland i Finland. Fram till 1997 låg Hindhår i Borgå landskommun. Vid tätortsavgränsningen den 31 december 2021 hade Hindhår 869 invånare och omfattade en landareal av 4,15 kvadratkilometer.
Hindhår är även en järnvägsstation på museibanan mot Borgå.